# António Rodrigo Pinto da Silva
António Rodrigo Pinto da Silva (Oporto, 13 de marzo de 1912 - Lisboa, 28 de septiembre de 1992), también conocido por las abreviaturas AR Pinto da Silva o P.Silva, fue un botánico, pteridólogo, y fitogeógrafo portugués que se destacó en los ámbitos de la taxonomía y fitosociología, colaborando con el botánico suizo Josias Braun-Blanquet.
Antonio Rodrigo Pinto da Silva se graduó en ingeniería agrícola en el Instituto Superior de Agronomía en 1937. Sus estudios en taxonomía y florística resultaran en un número considerable de nuevos taxa y un mejor conocimiento de la zona de muchas plantas y su nomenclatura. Organizó el herbario de la Estación Agronómica Nacional, que pasó de poco más de 3000 a casi 100 000 ejemplares. Fue un pionero en los estudios de etnobotánica en Portugal, con diversas contribuciones publicadas sobre la nomenclatura vernácula de la flora portuguesa, e de cultivo y el uso popular de plantas silvestres como alimento. Durante medio siglo ha ayudado a los arqueólogos, y publicado numerosas obras sobre la paleoetnobotânica entre los más de 300 artículos, notas y comunicaciones en publicaciones portuguesas e extranjeras publicados a lo largo de su vida.

## Algunas publicaciones
- Antonio rodrigo pinto da Silva, anabela nunes Teles. 1980. A flora e a vegetação da Serra da Estrela. Volumen 7 de Coleçção "Parques Naturais". Editor Serviço Nacional de Parques, Reservas e Património Paisagístico, 52 pp.

- -----------------------------------------------. 1970. O Estudo da flora vascular de Portugal Metropolitano desde 1961. 26 pp.

- -----------------------------------------------. 1967. A flora e a vegetação das áreas ultrabásicas do Nordeste Trasmontano: subsídios para o seu estudo. Editor Estação Agronómica Nacional, 402 pp.

- -----------------------------------------------, p. pinto da Silva. 1952. Uma forma pelorica em Linaria multipunctata (Brot.) Hoffgg

- -----------------------------------------------. 1948. António Xavier Pereira Coutinho

- -----------------------------------------------. 1943. Uma forma "Dolichocarpa" da Azinheira

- -----------------------------------------------. 1942a. Espécies de Paspalum da Africa Port. representadas no Herbario do Jardim colonial de Lisboa

- -----------------------------------------------. 1942b. Algumas considerações sobre as plantas vasculares subespontâneas em Portugal

- -----------------------------------------------. 1941. Portugal, a India da Europa

- werner Rothmaler, antónio rodrigo pinto da Silva. 1940. Florae Lusitaniae emendationes: I-III

## Honores

### Membresías
- Botanical Society of the British Isles
- International Association for Plant Taxonomy
- Organization for the Phyto-Taxonomic Investigation of the Mediterranean Area
- Hunt Institute for Botanical Documentation
- Sociedade Broteriana
- Sociedade Portuguesa de Ciências Naturais
- Liga para a Protecção da Natureza
- Quercus
- Academia das Ciências de Lisboa

### Epónimos
- (Asteraceae) Acritopappus pintoi Bautista & D.J.N.Hind[1]

- (Asteraceae) Hieracium pintodasilvae de Retz[2]

- (Asteraceae) Taraxacum pinto-silvae Soest[3]

- (Brassicaceae) Alyssum pintodasilvae T.R.Dudley[4]

- (Convolvulaceae) Ipomoea pintoi O'Donell[5]

- (Fabaceae) Arachis pintoi Krapov. & W.C.Greg.[6]

- (Malvaceae) Pseudabutilon pintoi Monteiro[7]

- (Plumbaginaceae) Statice × pinto-silvae Rothm.[8]

- La abreviatura «P.Silva» se emplea para indicar a António Rodrigo Pinto da Silva como autoridad en la descripción y clasificación científica de los vegetales.[9]